# Зира (единица длины)
Зира́ (араб. ذراع‎ арабский локоть, газ, зар, араш) — мера длины в мусульманских странах, примерно соответствующая размеру локтя. Известна со Средних веков. В Средней Азии для обозначения локтя чаще использовался термин газ, в Персии — зар.

## Разновидности арабского локтя
- «Чёрный» локоть (аз-зира ас сауда, аз-зира ал-амма, зира ал-кирбас, локоть Рашшаши (аз-зира ар-Рашшашийа)). Исходная точка для расчётов размера локтя. Введён при Аббасиде аль-Мамуне (813—833) и равен 24 асба [2]. Сохранился старый ниломер (861 г. н. э.) на острове ар-Рауда, по которому можно точно определить размер данного локтя. Согласно изысканиям французской экспедиции при Наполеоне, перепроверенным К. А. К. Кресвеллом в 1927 году[3], длина этого локтя составляет ровно 54,04 см.
- Персидский локоть (зар, газ, зира). Различают[2]:
  - Канонический локоть (зар-и шари, аз-зира аш-шарийа, аз-зира ал-мурсала, газ и-шари) = «почтовому» локтю (зира ал-барид) = египетскому «ручному» локтю (зира ал-йад) = локтю Абу Йусуфа (аз-зира ал-Йусуфийа) = 49,875 см.
  - Исфаханский локоть (зап-и Исфахан) = 8/5 канонического локтя = 79,8 см.
  - Араш. Известен с XI века, использовался до начала позднего Средневековья (XIV век). Равен 62 см.
- «Королевский» локоть (зира ал-малик, локоть Зийади (аз-зира аз-Зийадиа), большой локоть Хашими (аз-зира ал-Хашимийа), зира ал-амал, «мерный» локоть (зира ал-мисаха)). Согласно Хинцу [2], существуют некоторые расхождения в определении длины «королевского» локтя. Так, по одним данным, он был на 5⅔ асбы короче «черного» локтя (в 54,04 см), то есть составлял 66,801 см (при асбе в 2,252 см), но, по другим данным, он был равен 1 и 9/40 «чёрного локтя», то есть 66,199 см. Хинц предлагает использовать среднюю величину 66,5 см.
- «Королевский» локоть в государстве Великих Моголов (зира-и падишахи) = 40 ангуштам = 32 дюймам = 81,28 см[2]. В конце XVI века император Акбар I установили этот локоть в 41 ангушт (83,31 см), но с 1647 года в Агре был вновь официально введён старый локоть из 40 ангуштов[2].
- «Суконный» локоть (пик, зира ал-базз). Длина данного локтя для измерения тканей различалась в разных городах[2]:
  - Каир, Александрия. 1 каирский «суконный» локоть = аз-зира ал баладийа = 1 «железному» локтю (зира ал-хадид) = 58,187 см. Согласно А. Гонсалесу[4] этим локтем меряют ткани из Индии, а европейские ткани измерялись при помощи стамбульского локтя.
  - Дамаск. Дамасский локоть = 1 1/12 каирского «суконного» локтя = 63,036 см.
  - Алеппо («укороченный» локоть (газ-и мукассар)). «Суконный» локоть в Алеппо = 1 1/6 каирского «суконного» локтя = 67,9 см. В XIX веке 1 «пик» в Алеппо составлял 67,7 см.
  - Триполи. «Суконный» локоть = 11/10 каирского = 64 см.
  - Иерусалим В XIX веке «суконный» локоть = 25,5 дюймам = 64,77 см.
  - Багдад, Басра. В XVI веке «суконный» локоть = 82,8 см, а в XIX веке — 80,26 см.
  - Сурат. В XVII существовало две разновидности «суконного» локтя: меньшей (27 дюймов = 68,6 см) и большей (36 дюймов = 91 см) величины.
  - Стамбул. Стамбульский «суконный» локоть (аз-зира ал-Истанбулийа). В конце XIX века был равен[2] 68,579 см. Использовался в Египте для измерения европейских сукон. В ноябре 1920 был введён в Каире. В Турции в 1970 году[2] 1 зира была равна 65 см.
  - Хорезм. (газ для измерения тканей). В XIX веке был равен 61,04 см[1].
  - Бухара. Для измерения тканей использовалась мерка в 40 дюймов, то есть 101,6 см[1].
  - Самарканд, Ташкент, Фергана. В XVI веке использовался, так называемый, «ханский» газ (106,68 см), а в XIX веке — «базарный» газ (88,9 см)[1].
- Локоть Билали (аз-зира ал-Билалийа, малый локоть Хашими). Название восходит к Билалю ибн Аби Бурда (ум. 739 н. э.). Равен[2] 60,045 см.
- Локоть домов (зира ад-дур, фиддийа). Введён Ибн Аби Лайла Йасаром, кади в Куфе (ум. в 765 н. э.). Равен[2] 50,3 см.
- «Весовой» локоть (аз-зира ал-мизанийа). Введён Аббасидом ал-Мамуном (813—833). Употреблялся, в основном, для измерения каналов. Равен [2] 145,608 см.
- «Строительный» локоть (аз-зира ал-мимарийа, египетский «плотничий» локоть (аз-зира би-н-наджжари)). В средние века составлял 79,8 см, а в XIX веке 75 см[2]. В Бухаре (в XVI—XVIII веках) строительный локоть был равен 31 дюйму, то есть 78,74 см[1].
- Локоть халифа Умара (аз-зира ал-Умайрийа) = 1/2 «весового» локтя = 72,804 см[2].
- Зира для измерения площади (хорезмский земельный газ, среднеазиатский газ, «шахский» газ). В XIX веке был равен 106,68 см[1].